# Olga Lubecka-Helfgot
Olga Lubecka-Helfgot (ur. 1 września 1902 w Warszawie, zm. 4 września 1955 w Świdrze) – polska działaczka komunistyczna pochodzenia żydowskiego.

## Życiorys

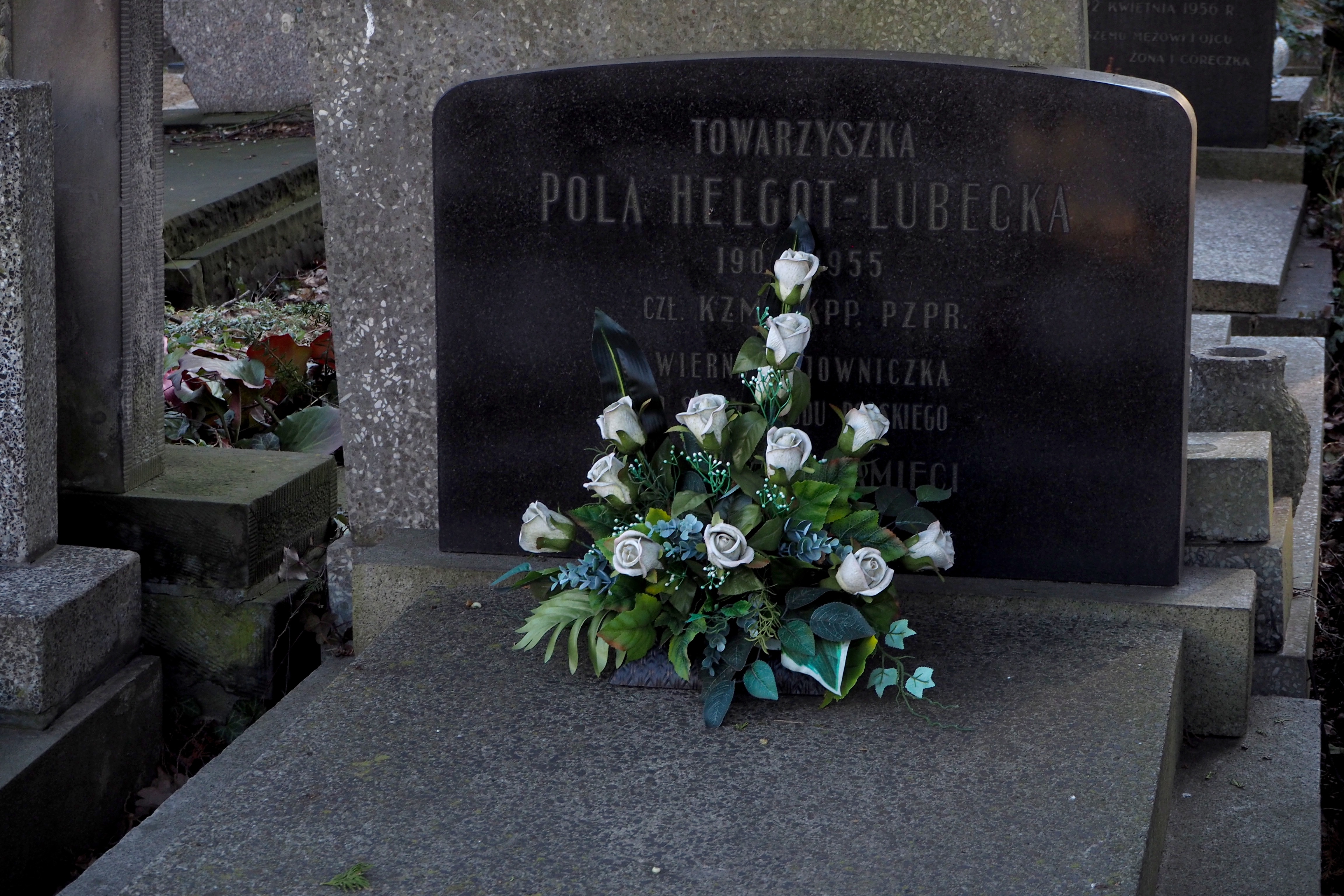
Grób Olgi Lubeckiej-Helfgot na Cmentarzu Wojskowym na Powązkach w Warszawie

Córka Mojżesza, od 1920 studiowała na wydziale prawa UW, gdzie była organizatorką Związku Młodzieży Komunistycznej (ZMK), później kolporterką prasy ZMK. 25 września 1922 aresztowana i osadzona w Serbii, 5 kwietnia 1924 skazana na 3 lata twierdzy, po apelacji wyrok zmniejszono do 1 roku. Podczas odbywania kary była członkiem zarządu komuny więziennej, po zwolnieniu pracowała w Wydziale Propagandy Komitetu Warszawskiego ZMK, którego członkiem została w 1926; podczas walk frakcyjnych w KPP popierała ultralewicową frakcję „mniejszości”. 14 stycznia 1927 ponownie aresztowana pod zarzutem działalności w KPZB, w grudniu 1927 wypuszczona. W 1928 na polecenie KPP udała się do ZSRR, gdzie wstąpiła do WKP(b) i pracowała w Profinternie jako sekretarz Komitetu Partyjnego WKP(b). Po aresztowaniu jej męża Romana Matysa zwolniona z pracy w Profinternie. Później pracowała jako sekretarz Komitetu Partyjnego WKP(b) w filii fabryki im. Ordżonikidze, a następnie w Ludowym Komisariacie Przemysłu Ciężkiego ZSRR.
We wrześniu 1937 aresztowana, przez ok. 10 lat była więziona w łagrze k. Archangielska, po zwolnieniu została księgową w zakładach przemysłu tytoniowego w Rybińsku. Zrehabilitowana, w sierpniu 1955 wróciła do Polski, jednak wkrótce zginęła w wypadku kolejowym na stacji w Świdrze. 6 września 1955 za „zasługi w pracy politycznej i społecznej” została pośmiertnie odznaczona Krzyżem Komandorskim Orderu Odrodzenia Polski.